# Mauritiobrium undulatum
Mauritiobrium undulatum är en skalbaggsart som först beskrevs av Maurice Pic 1935.  Mauritiobrium undulatum ingår i släktet Mauritiobrium och familjen långhorningar. Inga underarter finns listade i Catalogue of Life.